# Parallelia correctata
Parallelia correctata là một loài bướm đêm trong họ Erebidae.